# Olympische Sommerspiele 2016/Teilnehmer (Kanada)
| Gelbes Symbol für Goldmedaillen mit stilisierten Olympischen Ringen | Graues Symbol für Silbermedaillen mit stilisierten Olympischen Ringen | Braundes Symbol für Bronzemedaillen mit stilisierten Olympischen Ringen |
| ------------------------------------------------------------------- | --------------------------------------------------------------------- | ----------------------------------------------------------------------- |
| 4                                                                   | 3                                                                     | 15                                                                      |

Kanada nahm an den Olympischen Spielen 2016 in Rio de Janeiro teil. Es war die insgesamt 26. Teilnahme an Olympischen Sommerspielen. Das Canadian Olympic Committee nominierte 314 Athleten in 27 Sportarten.

## Teilnehmer nach Sportarten

### Badminton
| Athleten       | Wettbewerb | Gruppenphase              | Gruppenphase                                | Gruppenphase | Gruppenphase | Achtelfinale  | Achtelfinale  | Viertelfinale | Viertelfinale | Halbfinale    | Halbfinale    | Finale        | Finale        | Rang          |
| Athleten       | Wettbewerb | Gegner                    | Ergebnis                                    | Punkte       | Rang         | Gegner        | Ergebnis      | Gegner        | Ergebnis      | Gegner        | Ergebnis      | Gegner        | Ergebnis      | Rang          |
| -------------- | ---------- | ------------------------- | ------------------------------------------- | ------------ | ------------ | ------------- | ------------- | ------------- | ------------- | ------------- | ------------- | ------------- | ------------- | ------------- |
| Frauen         |            |                           |                                             |              |              |               |               |               |               |               |               |               |               |               |
| Michelle Li    | Einzel     | Laura Sárosi P. V. Sindhu | 2:0 (21:11, 21:8) 1:2 (21:19, 15:21, 17:21) | 95:80        | 2            | ausgeschieden | ausgeschieden | ausgeschieden | ausgeschieden | ausgeschieden | ausgeschieden | ausgeschieden | ausgeschieden | ausgeschieden |
| Männer         |            |                           |                                             |              |              |               |               |               |               |               |               |               |               |               |
| Martin Giuffre | Einzel     | Ng Ka Long Pedro Martins  | 0:2 (11:21, 14:21) 2:0 (14:21, 24:22, 21:6) | 84:91        | 2            | ausgeschieden | ausgeschieden | ausgeschieden | ausgeschieden | ausgeschieden | ausgeschieden | ausgeschieden | ausgeschieden | ausgeschieden |

### Basketball
| Wettbewerb    | Frauen |
| ------------- | --- |
| Athleten      | Natalie Achonwa Miranda Ayim Nirra Fields Kim Gaucher Miah-Marie Langlois Lizanne Murphy Kia Nurse Katherine Plouffe Michelle Plouffe Nayo Raincock-Ekunwe Tamara Tatham Shona Thorburn |
| Trainer       | Lisa Thomaidis |
| Gruppenphase  | China (90:68) Serbien (71:67) Senegal (68:58) USA (51:81) Spanien (60:73) |
| Viertelfinale | Frankreich (63:68) |
| Halbfinale    | ausgeschieden |
| Finale        | ausgeschieden |
| Platzierung   | 5. Platz |

### Beachvolleyball
| Athleten                          | Gruppenphase                                                         | Gruppenphase | Gruppenphase | Gruppenphase | Achtelfinale    | Achtelfinale  | Viertelfinale        | Viertelfinale | Halbfinale    | Halbfinale    | Finale        | Finale        | Rang          |
| Athleten                          | Gegner                                                               | Ergebnis     | Punkte       | Rang         | Gegner          | Ergebnis      | Gegner               | Ergebnis      | Gegner        | Ergebnis      | Gegner        | Ergebnis      | Rang          |
| --------------------------------- | -------------------------------------------------------------------- | ------------ | ------------ | ------------ | --------------- | ------------- | -------------------- | ------------- | ------------- | ------------- | ------------- | ------------- | ------------- |
| Frauen                            |                                                                      |              |              |              |                 |               |                      |               |               |               |               |               |               |
| Heather Bansley Sarah Pavan       | van Gestel / van der Vlist Heidrich / Zumkehr Borger / Büthe         | 2:0          | 6            | 1            | Broder / Valjas | 2:0           | Ludwig / Walkenhorst | 0:2           | ausgeschieden | ausgeschieden | ausgeschieden | ausgeschieden | ausgeschieden |
| Jamie Lynn Broder Kristina Valjas | Menegatti / Giombini Ludwig / Walkenhorst el-Ghobashy / Meawad       | 2:1 0:2 2:0  | 5            | 2            | Bansley / Pavan | 0:2           | ausgeschieden        | ausgeschieden | ausgeschieden | ausgeschieden | ausgeschieden | ausgeschieden | ausgeschieden |
| Männer                            |                                                                      |              |              |              |                 |               |                      |               |               |               |               |               |               |
| Ben Saxton Chaim Schalk           | Samoilovs / Šmēdiņš Evandro / Pedro Solberg Díaz / González          | 1:2 2:1 0:2  | 4            | 3            | ausgeschieden   | ausgeschieden | ausgeschieden        | ausgeschieden | ausgeschieden | ausgeschieden | ausgeschieden | ausgeschieden | ausgeschieden |
| Josh Binstock Sam Schachter       | Alison Cerutti / Bruno Schmidt Carambula / Ranghieri Doppler / Horst | 0:2 1:2 0:2  | 3            | 4            | ausgeschieden   | ausgeschieden | ausgeschieden        | ausgeschieden | ausgeschieden | ausgeschieden | ausgeschieden | ausgeschieden | ausgeschieden |

### Bogenschießen
| Athleten                | Wettbewerb | Qualifikation | Qualifikation | 1. Runde       | 1. Runde      | 2. Runde      | 2. Runde      | Achtelfinale  | Achtelfinale  | Viertelfinale | Viertelfinale | Halbfinale    | Halbfinale    | Finale        | Finale        | Rang |
| Athleten                | Wettbewerb | Ringe         | Rang          | Gegner         | Ergebnis      | Gegner        | Ergebnis      | Gegner        | Ergebnis      | Gegner        | Ergebnis      | Gegner        | Ergebnis      | Gegner        | Ergebnis      | Rang |
| ----------------------- | ---------- | ------------- | ------------- | -------------- | ------------- | ------------- | ------------- | ------------- | ------------- | ------------- | ------------- | ------------- | ------------- | ------------- | ------------- | ---- |
| Frauen                  |            |               |               |                |               |               |               |               |               |               |               |               |               |               |               |      |
| Georcy-Stéphanie Picard | Einzel     | 585           | 61            | Tan Ya-ting    | 1–7 (102:109) | ausgeschieden | ausgeschieden | ausgeschieden | ausgeschieden | ausgeschieden | ausgeschieden | ausgeschieden | ausgeschieden | ausgeschieden | ausgeschieden | 33   |
| Männer                  |            |               |               |                |               |               |               |               |               |               |               |               |               |               |               |      |
| Crispin Duenas          | Einzel     | 669           | 18            | Marco Galiazzo | 6–5 (147:145) | Zach Gerrett  | 3–7 (140:140) | ausgeschieden | ausgeschieden | ausgeschieden | ausgeschieden | ausgeschieden | ausgeschieden | ausgeschieden | ausgeschieden | 17   |

### Boxen
| Athleten           | Wettbewerb                  | 1. Runde        | 1. Runde | Achtelfinale       | Achtelfinale | Viertelfinale | Viertelfinale | Halbfinale    | Halbfinale    | Finale        | Finale        | Rang          |
| Athleten           | Wettbewerb                  | Gegner          | Ergebnis | Gegner             | Ergebnis     | Gegner        | Ergebnis      | Gegner        | Ergebnis      | Gegner        | Ergebnis      | Rang          |
| ------------------ | --------------------------- | --------------- | -------- | ------------------ | ------------ | ------------- | ------------- | ------------- | ------------- | ------------- | ------------- | ------------- |
| Frauen             |                             |                 |          |                    |              |               |               |               |               |               |               |               |
| Mandy Bujold       | Fliegengewicht bis 51 kg    | –               | –        | Yodgoroy Mirzayeva | 3:0          | Ren Cancan    | 0:3           | ausgeschieden | ausgeschieden | ausgeschieden | ausgeschieden | ausgeschieden |
| Ariane Fortin      | Mittelgewicht bis 75 kg     | –               | –        | Dariga Schakimowa  | 1:2          | ausgeschieden | ausgeschieden | ausgeschieden | ausgeschieden | ausgeschieden | ausgeschieden | ausgeschieden |
| Männer             |                             |                 |          |                    |              |               |               |               |               |               |               |               |
| Arthur Biyarslanov | Halbweltergewicht bis 64 kg | Obada Al-Kasbeh | 3:0      | Artem Harutiunian  | 0:2          | ausgeschieden | ausgeschieden | ausgeschieden | ausgeschieden | ausgeschieden | ausgeschieden | ausgeschieden |

### Fechten
| Athleten               | Wettbewerb     | 1. Runde     | 1. Runde | 2. Runde               | 2. Runde | Achtelfinale   | Achtelfinale  | Viertelfinale | Viertelfinale | Halbfinale / Klassifikation | Halbfinale / Klassifikation | Finale / Platzierung | Finale / Platzierung | Rang          |
| Athleten               | Wettbewerb     | Gegner       | Ergebnis | Gegner                 | Ergebnis | Gegner         | Ergebnis      | Gegner        | Ergebnis      | Gegner                      | Ergebnis                    | Gegner               | Ergebnis             | Rang          |
| ---------------------- | -------------- | ------------ | -------- | ---------------------- | -------- | -------------- | ------------- | ------------- | ------------- | --------------------------- | --------------------------- | -------------------- | -------------------- | ------------- |
| Frauen                 |                |              |          |                        |          |                |               |               |               |                             |                             |                      |                      |               |
| Leonora MacKinnon      | Degen Einzel   | Simona Pop   | 15:10    | Rossella Fiamingo      | 8:15     | ausgeschieden  | ausgeschieden | ausgeschieden | ausgeschieden | ausgeschieden               | ausgeschieden               | ausgeschieden        | ausgeschieden        | ausgeschieden |
| Eleanor Harvey         | Florett Einzel | –            | –        | Anissa Khelfaoui       | 15:6     | Arianna Errigo | 15:11         | Inés Boubakri | 13:15         | ausgeschieden               | ausgeschieden               | ausgeschieden        | ausgeschieden        | ausgeschieden |
| Männer                 |                |              |          |                        |          |                |               |               |               |                             |                             |                      |                      |               |
| Maxime Brinck-Croteau  | Degen Einzel   | –            | –        | Wadim Anochin          | 14:15    | ausgeschieden  | ausgeschieden | ausgeschieden | ausgeschieden | ausgeschieden               | ausgeschieden               | ausgeschieden        | ausgeschieden        | ausgeschieden |
| Maximilien Van Haaster | Florett Einzel | Antonio Leal | 15:7     | Gerek Meinhardt        | 4:15     | ausgeschieden  | ausgeschieden | ausgeschieden | ausgeschieden | ausgeschieden               | ausgeschieden               | ausgeschieden        | ausgeschieden        | ausgeschieden |
| Joseph Polossifakis    | Säbel Einzel   | –            | –        | Aljaksandr Bujkewitsch | 6:15     | ausgeschieden  | ausgeschieden | ausgeschieden | ausgeschieden | ausgeschieden               | ausgeschieden               | ausgeschieden        | ausgeschieden        | ausgeschieden |

### Fußball
| Wettbewerb      | Frauen |
| --------------- | --- |
| Athleten        | Allysha Chapman Ashley Lawrence Christine Sinclair Deanne Rose Desiree Scott Diana Matheson Janine Beckie Jessie Fleming Josée Bélanger Kadeisha Buchanan Melissa Tancredi Nichelle Prince Rebecca Quinn Rhian Wilkinson Sabrina D’Angelo (TW) Shelina Zadorsky Sophie Schmidt Stephanie Labbé (TW) |
| Trainer         | John Herdman () |
| Gruppenphase    | Australien 2:0 (1:0) Simbabwe 3:1 (3:0) Deutschland 2:1 (1:1) |
| Viertelfinale   | Frankreich 1:0 (0:0) |
| Halbfinale      | Deutschland 0:2 (0:1) |
| Spiel um Bronze | Brasilien 2:1 (1:0) |
| Platzierung     | Bronze |

### Gewichtheben
| Athleten                    | Wettbewerb       | Reißen  | Reißen | Stoßen  | Stoßen | Zweikampf | Zweikampf | Rang |
| Athleten                    | Wettbewerb       | Gewicht | Rang   | Gewicht | Rang   | Gewicht   | Rang      | Rang |
| --------------------------- | ---------------- | ------- | ------ | ------- | ------ | --------- | --------- | ---- |
| Frauen                      |                  |         |        |         |        |           |           |      |
| Marie-Ève Beauchemin-Nadeau | Klasse bis 69 kg | 98 kg   | 11     | 130 kg  | 8      | 228 kg    | 9         | 9    |
| Männer                      |                  |         |        |         |        |           |           |      |
| Pascal Plamondon            | Klasse bis 85 kg | 155 kg  | 12     | 190 kg  | 12     | 345 kg    | 13        | 13   |

### Golf
| Athleten         | Runde 1 | Runde 2 | Runde 3 | Runde 4 | Gesamt | Par | Rang |
| ---------------- | ------- | ------- | ------- | ------- | ------ | --- | ---- |
| Frauen           |         |         |         |         |        |     |      |
| Brooke Henderson | 70      | 64      | 75      | 67      | 276    | −8  | T7   |
| Alena Sharp      | 72      | 69      | 75      | 69      | 285    | +1  | 30   |
| Männer           |         |         |         |         |        |     |      |
| Graham DeLaet    | 66      | 71      | 74      | 69      | 280    | −4  | 20   |
| David Hearn      | 73      | 70      | 74      | 66      | 283    | −1  | T30  |

### Hockey
| Wettbewerb    | Männer |
| ------------- | --- |
| Athleten      | Brenden Bissett David Carter (TW) Taylor Curran Adam Froese Jagdish Gill Matthew Guest Gabriel Ho-Garcia Gordon Johnston Benjamin Martin Devohn Noronha-Teixeira Sukhi Panesar Mark Pearson Keegan Pereira Matthew Sarmento Iain Smythe Scott Tupper |
| Trainer       | Anthony Farry |
| Gruppenphase  | Deutschland 2:6 (1:4) Argentinien 1:3 (0:1) Niederlande 0:7 (0:3) Irland 2:4 (0:3) Indien 2:2 (0:0) |
| Viertelfinale | ausgeschieden |
| Halbfinale    | |
| Finale        | |
| Platzierung   | 11. Platz |

### Judo
| Athleten                    | Wettbewerb | 1. Runde             | 1. Runde         | 2. Runde      | 2. Runde      | Viertelfinale   | Viertelfinale    | Halbfinale / Trostrunde | Halbfinale / Trostrunde | Finale / Platz 3 | Finale / Platz 3 | Rang |
| Athleten                    | Wettbewerb | Gegner               | Ergebnis         | Gegner        | Ergebnis      | Gegner          | Ergebnis         | Gegner                  | Ergebnis                | Gegner           | Ergebnis         | Rang |
| --------------------------- | ---------- | -------------------- | ---------------- | ------------- | ------------- | --------------- | ---------------- | ----------------------- | ----------------------- | ---------------- | ---------------- | ---- |
| Frauen                      |            |                      |                  |               |               |                 |                  |                         |                         |                  |                  |      |
| Ecaterina Guica             | bis 52 kg  | Freilos              | Freilos          | N. Kuziutina  | 000s1:002s0   | ausgeschieden   | ausgeschieden    | ausgeschieden           | ausgeschieden           | ausgeschieden    | ausgeschieden    | 9    |
| Catherine Beauchemin-Pinard | bis 57 kg  | Freilos              | Freilos          | H. Karakas    | 000s1:000s0   | ausgeschieden   | ausgeschieden    | ausgeschieden           | ausgeschieden           | ausgeschieden    | ausgeschieden    | 9    |
| Kelita Zupancic             | bis 70 kg  | Freilos              | Freilos          | Esther Stam   | 000s0:000s1   | H. Tachimoto    | 000s0:010s0      | B. Graf                 | 001s0:010s0             | ausgeschieden    | ausgeschieden    | 7    |
| Männer                      |            |                      |                  |               |               |                 |                  |                         |                         |                  |                  |      |
| Sérgio Pessoa               | bis 60 kg  | Amiran Papinaschwili | 000s2:011s0      | ausgeschieden | ausgeschieden | ausgeschieden   | ausgeschieden    | ausgeschieden           | ausgeschieden           | ausgeschieden    | ausgeschieden    | 17   |
| Antoine Bouchard            | bis 66 kg  | M. Puljajew          | 001s1:000s1 (GS) | I. Bassou     | 001s2:000s3   | A. Gomboc       | 000s1:100s2      | T. Davaadorj            | 010s3:000s1             | M. Ebinuma       | 000s0:101s1      | 5    |
| Antoine Valois-Fortier      | bis 81 kg  | L. Pietri            | 001s0:000s1      | E. Lucenti    | 010s0:010s3   | C. Chalmursajew | 000s1:010s1 (GS) | T. Nagase               | 000s1:100s0             | ausgeschieden    | ausgeschieden    | 7    |
| Kyle Reyes                  | bis 100 kg | H. Grol              | 000s1:101s0      | ausgeschieden | ausgeschieden | ausgeschieden   | ausgeschieden    | ausgeschieden           | ausgeschieden           | ausgeschieden    | ausgeschieden    | 17   |

### Kanu

#### Kanurennsport
| Athleten                                                          | Wettbewerb | Vorlauf      | Vorlauf | Halbfinale   | Halbfinale | Finale        | Finale        | Rang          |
| Athleten                                                          | Wettbewerb | Zeit         | Rang    | Zeit         | Rang       | Zeit          | Rang          | Rang          |
| ----------------------------------------------------------------- | ---------- | ------------ | ------- | ------------ | ---------- | ------------- | ------------- | ------------- |
| Frauen                                                            |            |              |         |              |            |               |               |               |
| Andréanne Langlois                                                | K-1 200 m  | 40,956 s     | 3       | 41,350 s     | 5          | 42,099 s      | 14            | 14            |
| Émilie Fournel                                                    | K-1 500 m  | 1:53,670 min | 2       | 1:59,638 min | 7          | ausgeschieden | ausgeschieden | ausgeschieden |
| Kathleen Fraser Genevieve Orton                                   | K-2 500 m  | 1:46,148 min | 6       | 1:45,351 min | 5          | 1:49,389 min  | 13            | 13            |
| Émilie Fournel Kathleen Fraser Andréanne Langlois Genevieve Orton | K-4 500 m  | 1:34,269 min | 4       | 1:36,254 min | 2          | 1:40,733 min  | 8             | 8             |
| Männer                                                            |            |              |         |              |            |               |               |               |
| Mark de Jonge                                                     | K-1 200 m  | 34,898 s     | 3       | 34,775 s     | 4          | 36,080 s      | 7             | 7             |
| Mark Oldershaw                                                    | C-1 200 m  | 42,972       | 4       | 43,357       | 20         | ausgeschieden | ausgeschieden | ausgeschieden |
| Ryan Cochrane Hugues Fournel                                      | K-2 200 m  | 32,749 s     | 4       | 33,494 s     | 3          | 33,767 s      | 8             | 8             |
| Adam van Koeverden                                                | K-1 1000 m | 3:37,212 min | 3       | 3:36,230 min | 6          | 3:31,872 min  | 9             | 9             |
| Mark Oldershaw                                                    | C-1 1000 m | 4:13,600 min | 3       | 4:03,493 min | 4          | 4:06,972 min  | 11            | 11            |

#### Kanuslalom
| Athleten        | Wettbewerb | Vorlauf  | Vorlauf | Halbfinale    | Halbfinale    | Finale        | Finale        | Rang |
| Athleten        | Wettbewerb | Zeit     | Rang    | Zeit          | Rang          | Zeit          | Rang          | Rang |
| --------------- | ---------- | -------- | ------- | ------------- | ------------- | ------------- | ------------- | ---- |
| Männer          |            |          |         |               |               |               |               |      |
| Michael Tayler  | K-1        | 93,47 s  | 16      | ausgeschieden | ausgeschieden | ausgeschieden | ausgeschieden | 16   |
| Cameron Smedley | C-1        | 104,83 s | 15      | ausgeschieden | ausgeschieden | ausgeschieden | ausgeschieden | 15   |

### Leichtathletik
Laufen und Gehen 
| Athleten                                                                                           | Wettbewerb        | Runde 1         | Runde 1         | Halbfinale      | Halbfinale      | Finale          | Finale          | Rang            |
| Athleten                                                                                           | Wettbewerb        | Zeit            | Rang            | Zeit            | Rang            | Zeit            | Rang            | Rang            |
| -------------------------------------------------------------------------------------------------- | ----------------- | --------------- | --------------- | --------------- | --------------- | --------------- | --------------- | --------------- |
| Frauen                                                                                             |                   |                 |                 |                 |                 |                 |                 |                 |
| Khamica Bingham                                                                                    | 100 m             | 11,41 s         | 25              | ausgeschieden   | ausgeschieden   | ausgeschieden   | ausgeschieden   | 25              |
| Crystal Emmanuel                                                                                   | 100 m             | 11,43 s         | 28              | ausgeschieden   | ausgeschieden   | ausgeschieden   | ausgeschieden   | 28              |
| Crystal Emmanuel                                                                                   | 200 m             | 22,80 s         | 19              | 23,05 s         | 23              | ausgeschieden   | ausgeschieden   | 23              |
| Kimberly Hyacinthe                                                                                 | 200 m             | nicht gestartet | nicht gestartet | nicht gestartet | nicht gestartet | nicht gestartet | nicht gestartet | nicht gestartet |
| Alicia Brown                                                                                       | 400 m             | 52,27 s         | 28              | ausgeschieden   | ausgeschieden   | ausgeschieden   | ausgeschieden   | 28              |
| Kendra Clarke                                                                                      | 400 m             | 53,61 s         | 48              | ausgeschieden   | ausgeschieden   | ausgeschieden   | ausgeschieden   | 48              |
| Carline Muir                                                                                       | 400 m             | 51,57 s         | 16              | 51,11 s         | 12              | ausgeschieden   | ausgeschieden   | 12              |
| Melissa Bishop                                                                                     | 800 m             | 1:58,38 min     | 1               | 1:59,05 min     | 6               | 1:57,02 min     | 4               | 4               |
| Nicole Sifuentes                                                                                   | 1500 m            | 4:07,43 min     | 12              | 4:08,53 min     | 18              | ausgeschieden   | ausgeschieden   | 18              |
| Gabriela Stafford                                                                                  | 1500 m            | 4:09,45 min     | 19              | ausgeschieden   | ausgeschieden   | ausgeschieden   | ausgeschieden   | 19              |
| Hilary Stellingwerff                                                                               | 1500 m            | 4:12,00 min     | 31              | ausgeschieden   | ausgeschieden   | ausgeschieden   | ausgeschieden   | 31              |
| Jessica O’Connell                                                                                  | 5000 m            | 15:51,18 min    | 26              | –               | –               | ausgeschieden   | ausgeschieden   | 26              |
| Andrea Seccafien                                                                                   | 5000 m            | 15:30,32 min    | 20              | –               | –               | ausgeschieden   | ausgeschieden   | 20              |
| Lanni Marchant                                                                                     | 10.000 m          | –               | –               | –               | –               | 32:04,21 min    | 25              | 25              |
| Natasha Wodak                                                                                      | 10.000 m          | –               | –               | –               | –               | 31:53,14 min    | 22              | 22              |
| Krista DuChene                                                                                     | Marathon          | –               | –               | –               | –               | 2:35:29 h       | 35              | 35              |
| Lanni Marchant                                                                                     | Marathon          | –               | –               | –               | –               | 2:33:08 h       | 24              | 24              |
| Phylicia George                                                                                    | 100 m Hürden      | 12,83 s         | 8               | 12,77 s         | 7               | 12,89 s         | 8               | 8               |
| Nikkita Holder                                                                                     | 100 m Hürden      | 12,92 s         | 20              | disqualifiziert | disqualifiziert | ausgeschieden   | ausgeschieden   | 22              |
| Angela Whyte                                                                                       | 100 m Hürden      | 13,09 s         | 30              | ausgeschieden   | ausgeschieden   | ausgeschieden   | ausgeschieden   | 30              |
| Chanice Chase-Taylor                                                                               | 400 m Hürden      | 1:02,83 min     | 47              | ausgeschieden   | ausgeschieden   | ausgeschieden   | ausgeschieden   | 47              |
| Noelle Montcalm                                                                                    | 400 m Hürden      | 56,07 s         | 14              | 56,28 s         | 18              | ausgeschieden   | ausgeschieden   | 18              |
| Sage Watson                                                                                        | 400 m Hürden      | 55,93 s         | 12              | 55,44 s         | 11              | ausgeschieden   | ausgeschieden   | 11              |
| Maria Bernard                                                                                      | 3000 m Hindernis  | 9:50,17 min     | 42              | –               | –               | ausgeschieden   | ausgeschieden   | 42              |
| Geneviève Lalonde                                                                                  | 3000 m Hindernis  | 9:30,24 min     | 14              | –               | –               | 9:41,88 min     | 16              | 16              |
| Erin Teschuk                                                                                       | 3000 m Hindernis  | 9:53,70 min     | 46              | –               | –               | ausgeschieden   | ausgeschieden   | 46              |
| Khamica Bingham Crystal Emmanuel Phylicia George Kimberly Hyacinthe Farah Jacques Marissa Kurtimah | 4 × 100-m-Staffel | 42,70 s         | 8               | –               | –               | 43,15 s         | 7               | 7               |
| Alicia Brown Chanice Chase-Taylor Kendra Clarke Carline Muir Micha Powell Sage Watson              | 4 × 400-m-Staffel | 3:24,94 min     | 5               | –               | –               | 3:26,43 min     | 4               | 4               |
| Männer                                                                                             |                   |                 |                 |                 |                 |                 |                 |                 |
| Aaron Brown                                                                                        | 100 m             | 10,24 s         | 31              | ausgeschieden   | ausgeschieden   | ausgeschieden   | ausgeschieden   | 31              |
| Andre De Grasse                                                                                    | 100 m             | 10,04 s         | 3               | 9,92 s          | 2               | 9,91 s          | 3               | Bronze          |
| Akeem Haynes                                                                                       | 100 m             | 10,22 s         | 26              | ausgeschieden   | ausgeschieden   | ausgeschieden   | ausgeschieden   | 26              |
| Aaron Brown                                                                                        | 200 m             | 20,23 s         | 11              | 20,37 s         | 16              | ausgeschieden   | ausgeschieden   | 16              |
| Andre De Grasse                                                                                    | 200 m             | 20,09 s         | 1               | 19,80 s         | 2               | 20,02 s         | 2               | Silber          |
| Brendon Rodney                                                                                     | 200 m             | 20,34 s         | 21              | ausgeschieden   | ausgeschieden   | ausgeschieden   | ausgeschieden   | 21              |
| Brandon McBride                                                                                    | 800 m             | 1:45,99 min     | 7               | 1:45,41 min     | 14              | ausgeschieden   | ausgeschieden   | 14              |
| Anthony Romaniw                                                                                    | 800 m             | 1:47,59 min     | 27              | ausgeschieden   | ausgeschieden   | ausgeschieden   | ausgeschieden   | 27              |
| Nathan Brannen                                                                                     | 1500 m            | 3:47,07 min     | 28              | 3:40,20 min     | 11              | 3:51,45 min     | 10              | 10              |
| Charles Philibert-Thiboutot                                                                        | 1500 m            | 3:40,04 min     | 18              | 3:40,79 min     | 16              | ausgeschieden   | ausgeschieden   | 16              |
| Mohammed Ahmed                                                                                     | 5000 m            | 13:21,00 min    | 6               | –               | –               | 13:05,94 min    | 5               | 5               |
| Lucas Bruchet                                                                                      | 5000 m            | 14:02,02 min    | 37              | –               | –               | ausgeschieden   | ausgeschieden   | 37              |
| Mohammed Ahmed                                                                                     | 10.000 m          | –               | –               | –               | –               | 29:32,84 min    | 32              | 32              |
| Evan Dunfee                                                                                        | 20 km Gehen       | –               | –               | –               | –               | 1:20:49 h       | 10              | 10              |
| Iñaki Gómez                                                                                        | 20 km Gehen       | –               | –               | –               | –               | 1:21:12 h       | 12              | 12              |
| Benjamin Thorne                                                                                    | 20 km Gehen       | –               | –               | –               | –               | 1:22:28 h       | 27              | 27              |
| Mathieu Bilodeau                                                                                   | 50 km Gehen       | –               | –               | –               | –               | nicht beendet   | nicht beendet   | –               |
| Evan Dunfee                                                                                        | 50 km Gehen       | –               | –               | –               | –               | 3:41:38 h       | 4               | 4               |
| Reid Coolsaet                                                                                      | Marathon          | –               | –               | –               | –               | 2:14:58 h       | 23              | 23              |
| Eric Gillis                                                                                        | Marathon          | –               | –               | –               | –               | 2:12:29 h       | 10              | 10              |
| Johnathan Cabral                                                                                   | 110 m Hürden      | 13,63 s         | 19              | 13,41 s         | 8               | 13,41 s         | 6               | 6               |
| Sekou Kaba                                                                                         | 110 m Hürden      | 13,70 s         | 28              | ausgeschieden   | ausgeschieden   | ausgeschieden   | ausgeschieden   | 28              |
| Matthew Hughes                                                                                     | 3000 m Hindernis  | 8:26,27 min     | 11              | –               | –               | 8:36,83 min     | 10              | 10              |
| Taylor Milne                                                                                       | 3000 m Hindernis  | 8:34,38 min     | 26              | –               | –               | ausgeschieden   | ausgeschieden   | 26              |
| Chris Winter                                                                                       | 3000 m Hindernis  | 8:33,95 min     | 25              | –               | –               | ausgeschieden   | ausgeschieden   | 25              |
| Mobolade Ajomale Aaron Brown Andre De Grasse Akeem Haynes Oluwasegun Makinde Brendon Rodney        | 4 × 100-m-Staffel | 37,89 s         | 3               | –               | –               | 37,64 s         | 3               | Bronze          |

 Springen und Werfen 
| Athleten            | Wettbewerb     | Qualifikation | Qualifikation | Finale        | Finale        | Rang |
| Athleten            | Wettbewerb     | Weite/Höhe    | Rang          | Weite/Höhe    | Rang          | Rang |
| ------------------- | -------------- | ------------- | ------------- | ------------- | ------------- | ---- |
| Frauen              |                |               |               |               |               |      |
| Alyxandria Treasure | Hochsprung     | 1,94 m        | 10            | 1,88 m        | 17            | 17   |
| Kelsie Ahbe         | Stabhochsprung | 4,55 m        | 8             | 4,50 m        | 12            | 12   |
| Anicka Newell       | Stabhochsprung | 4,15 m        | 29            | ausgeschieden | ausgeschieden | 29   |
| Alysha Newman       | Stabhochsprung | 4,45 m        | 17            | ausgeschieden | ausgeschieden | 17   |
| Christabel Nettey   | Weitsprung     | 6,37 m        | 12            | ausgeschieden | ausgeschieden | 12   |
| Brittany Crew       | Kugelstoßen    | 17,45 m       | 18            | ausgeschieden | ausgeschieden | 18   |
| Taryn Suttie        | Kugelstoßen    | 16,74 m       | 28            | ausgeschieden | ausgeschieden | 28   |
| Heather Steacy      | Hammerwurf     | 66,01 m       | 23            | ausgeschieden | ausgeschieden | 23   |
| Elizabeth Gleadle   | Speerwurf      | 60,28 m       | 9             | ausgeschieden | ausgeschieden | 9    |
| Männer              |                |               |               |               |               |      |
| Derek Drouin        | Hochsprung     | 2,29 m        | 1             | 2,38 m        | 1             | Gold |
| Michael Mason       | Hochsprung     | 2,26 m        | 18            | ausgeschieden | ausgeschieden | 18   |
| Shawnacy Barber     | Stabhochsprung | 5,70 m        | 7             | 5,50 m        | 10            | 10   |
| Tim Nedow           | Kugelstoßen    | 20,00 m       | 16            | ausgeschieden | ausgeschieden | 16   |

 Mehrkampf 
| Athletinnen           | 100 m Hürden | 100 m Hürden | Hochsprung | Hochsprung | Kugelstoßen | Kugelstoßen | 200 m   | 200 m  | Weitsprung | Weitsprung | Speerwurf | Speerwurf | 800 m       | 800 m  | Punkte | Rang   |
| Athletinnen           | Zeit         | Punkte       | Höhe       | Punkte     | Weite       | Punkte      | Zeit    | Punkte | Weite      | Punkte     | Weite     | Punkte    | Zeit        | Punkte | Punkte | Rang   |
| --------------------- | ------------ | ------------ | ---------- | ---------- | ----------- | ----------- | ------- | ------ | ---------- | ---------- | --------- | --------- | ----------- | ------ | ------ | ------ |
| Siebenkampf Frauen    |              |              |            |            |             |             |         |        |            |            |           |           |             |        |        |        |
| Brianne Theisen-Eaton | 13,18 s      | 1097         | 1,86 m     | 1054       | 13,45 m     | 757         | 24,18 s | 963    | 6,48 m     | 1001       | 47,36 m   | 809       | 2:09,50 min | 972    | 6653   | Bronze |

| Athleten         | 100 m    | 100 m | Weitsprung | Weitsprung | Kugelstoßen | Kugelstoßen | Hochsprung | Hochsprung | 400 m    | 400 m | 110 m Hürden | 110 m Hürden | Diskuswurf | Diskuswurf | Stabhochsprung | Stabhochsprung | Speerwurf | Speerwurf | 1500 m      | 1500 m | Punkte | Rang   |
| Athleten         | Zeit (s) | Pkte. | Weite (m)  | Pkte.      | Weite (m)   | Pkte.       | Höhe (m)   | Pkte.      | Zeit (s) | Pkte. | Zeit (s)     | Pkte.        | Weite (m)  | Pkte.      | Höhe (m)       | Pkte.          | Weite (m) | Pkte.     | Zeit (min)  | Pkte.  | Punkte | Rang   |
| ---------------- | -------- | ----- | ---------- | ---------- | ----------- | ----------- | ---------- | ---------- | -------- | ----- | ------------ | ------------ | ---------- | ---------- | -------------- | -------------- | --------- | --------- | ----------- | ------ | ------ | ------ |
| Zehnkampf Männer |          |       |            |            |             |             |            |            |          |       |              |              |            |            |                |                |           |           |             |        |        |        |
| Damian Warner    | 10,30 s  | 1023  | 7,67 m     | 977        | 13,66 m     | 708         | 2,04 m     | 840        | 47,35 s  | 941   | 13,58 s      | 1029         | 44,93 m    | 765        | 4,70 m         | 819            | 63,19 m   | 786       | 4:24,90 min | 778    | 8666   | Bronze |

### Moderner Fünfkampf
| Athleten       | Fechten | Fechten | Schwimmen   | Schwimmen | Reiten     | Reiten | Combined     | Combined | Punkte | Rang |
| Athleten       | Bilanz  | Punkte  | Zeit        | Punkte    | Zeit       | Punkte | Zeit         | Punkte   | Punkte | Rang |
| -------------- | ------- | ------- | ----------- | --------- | ---------- | ------ | ------------ | -------- | ------ | ---- |
| Frauen         |         |         |             |           |            |        |              |          |        |      |
| Melanie McCann | 23:12   | 240     | 2:20,81 min | 278       | 0          | 300    | 13:42,43 min | 478      | 1296   | 15   |
| Donna Vakalis  | 22:13   | 233     | 2:22,12 min | 274       | eliminiert | 0      | 13:36,19 min | 484      | 991    | 32   |

### Radsport

#### Bahn
| Athleten                                                                    | Wettbewerb            | Qualifikation | Qualifikation | Finals        | Finals        | Rang          |
| Athleten                                                                    | Wettbewerb            | Zeit          | Rang          | Zeit          | Rang          | Rang          |
| --------------------------------------------------------------------------- | --------------------- | ------------- | ------------- | ------------- | ------------- | ------------- |
| Frauen                                                                      |                       |               |               |               |               |               |
| Kate O’Brien                                                                | Sprint                | 11,020 s      | 14            | ausgeschieden | ausgeschieden | ausgeschieden |
| Monique Sullivan                                                            | Sprint                | 11,143 s      | 17            | ausgeschieden | ausgeschieden | ausgeschieden |
| Kate O’Brien                                                                | Keirin                | –             | 6             | ausgeschieden | ausgeschieden | ausgeschieden |
| Monique Sullivan                                                            | Keirin                | –             | 6             | ausgeschieden | ausgeschieden | ausgeschieden |
| Kate O’Brien Monique Sullivan                                               | Teamsprint            | 33,735 s      | 7             | ausgeschieden | ausgeschieden | ausgeschieden |
| Allison Beveridge Laura Brown Jasmin Glaesser Kirsti Lay Georgia Simmerling | Mannschaftsverfolgung | 4:19,599 min  | 4             | 4:14,627 min  | Finale B 3    | Bronze        |
| Männer                                                                      |                       |               |               |               |               |               |
| Hugo Barrette                                                               | Keirin                | –             | 4             | ausgeschieden | ausgeschieden | 13            |

Omnium
| Frauen            |    |    |   |    |    |    |   |    |   |    |    |   |     |    |
| Allison Beveridge | 14 | 14 | 9 | 24 | 15 | 12 | 9 | 24 | 6 | 30 | 17 | 0 | 163 | 11 |

#### Straße
| Athleten         | Wettbewerb       | Zeit          | Rang          |
| ---------------- | ---------------- | ------------- | ------------- |
| Frauen           |                  |               |               |
| Karol-Ann Canuel | Straßenrennen    | 3:56:34 h     | 25            |
| Leah Kirchmann   | Straßenrennen    | 4:01:29 h     | 38            |
| Tara Whitten     | Straßenrennen    | nicht beendet | nicht beendet |
| Karol-Ann Canuel | Einzelzeitfahren | 46:30,93 min  | 13            |
| Tara Whitten     | Einzelzeitfahren | 45:01,16 min  | 7             |
| Männer           |                  |               |               |
| Antoine Duchesne | Straßenrennen    | nicht beendet | nicht beendet |
| Hugo Houle       | Straßenrennen    | nicht beendet | nicht beendet |
| Michael Woods    | Straßenrennen    | 6:30:05 h     | 55            |
| Hugo Houle       | Einzelzeitfahren | 1:17:02,04 h  | 21            |

#### Mountainbike
| Athleten          | Wettbewerb    | Zeit      | Rang   |
| ----------------- | ------------- | --------- | ------ |
| Frauen            |               |           |        |
| Emily Batty       | Cross-Country | 1:31:41 h | 4      |
| Catharine Pendrel | Cross-Country | 1:31:41 h | Bronze |
| Männer            |               |           |        |
| Léandre Bouchard  | Cross-Country | 1:42:43 h | 27     |
| Raphaël Gagné     | Cross-Country | +2 Runden | 43     |

#### BMX
| Athleten    | Wettbewerb | Qualifikation | Qualifikation | Viertelfinale | Viertelfinale | Halbfinale | Halbfinale | Finale   | Finale | Rang |
| Athleten    | Wettbewerb | Zeit          | Rang          | Punkte        | Rang          | Punkte     | Rang       | Zeit     | Rang   | Rang |
| ----------- | ---------- | ------------- | ------------- | ------------- | ------------- | ---------- | ---------- | -------- | ------ | ---- |
| Männer      |            |               |               |               |               |            |            |          |        |      |
| Tory Nyhaug | Rennen     | 35.422 s      | 18            | 4             | 1             | 12         | 4          | 35,657 s | 5      | 5    |

### Reiten
| Dressur                    |            |         |      |
| Athleten                   | Wettbewerb | Prozent | Rang |
| Belinda Trussell mit Anton | Einzel     | 72,325  | 27   |
| Megan Lane mit Caravella   | Einzel     | 71,286  | 32   |

| Springen |            |                  |               |               |              |              |        |
| Athleten | Wettbewerb | Strafpunkte      | Strafpunkte   | Strafpunkte   | Strafpunkte  | Strafpunkte  | Rang   |
| Athleten | Wettbewerb | 1. Qualifikation | Nationenpreis | Nationenpreis | Einzelfinale | Einzelfinale | Rang   |
| Athleten | Wettbewerb | 1. Qualifikation | 1. Umlauf     | 2. Umlauf     | 1. Umlauf    | 2. Umlauf    | Rang   |
| Yann Candele mit First Choice                                                                                 | Einzel     | (4)              | (0)           | (4)           | (12)         | –            | 32     |
| Tiffany Foster mit Tripple X III                                                                              | Einzel     | (4)              | (4)           | (0)           | (4)          | (17)         | 26     |
| Eric Lamaze mit Fine Lady                                                                                     | Einzel     | (0)              | (0)           | (0)           | (0)          | (0) + (4)    | Bronze |
| Amy Millar mit Heros                                                                                          | Einzel     | (0)              | (5)           | (12)          | –            | –            | 38     |
| Yann Candele mit First Choice Tiffany Foster mit Tripple X III Eric Lamaze mit Fine Lady Amy Millar mit Heros | Mannschaft | (4)              | (4)           | (4)           | –            | –            | 4      |

| Vielseitigkeit |            |                     |                     |          |                    |       |    |
| Athleten | Wettbewerb | Minuspunkte Dressur | Minuspunkte Gelände | Springen | Minuspunkte Gesamt | Rang  |    |
| Rebecca Howard mit Riddle Master | Einzel     | 49,40               | 12,40               | 0,00     | 4,00               | 65,80 | 10 |
| Colleen Loach mit Qorry Blue d'Argouges | Einzel     | 56,50               | 85,20               | 4,00     | –                  | –     | 42 |
| Kathryn Robinson mit Let It Bee | Einzel     | 49,40               | –                   | –        | –                  | –     | 41 |
| Jessica Phoenix mit A Little Romance | Einzel     | 42,00               | 75,60               | 4,00     | –                  | –     | 38 |
| Rebecca Howard mit Riddle Master Colleen Loach mit Qorry Blue d'Argouges Selena O’Hanlon mit Foxwood High Jessica Phoenix mit A Little Romance | Mannschaft | 150,80              | 331,10              | 8,00     | –                  | –     | 10 |

### Ringen
| Athleten         | Wettbewerb        | 1. Runde       | 1. Runde | Achtelfinale         | Achtelfinale  | Viertelfinale | Viertelfinale | Halbfinale           | Halbfinale    | Hoffnungsrunde Viertelfinale | Hoffnungsrunde Viertelfinale | Hoffnungsrunde Halbfinale | Hoffnungsrunde Halbfinale | Hoffnungsrunde Finale | Hoffnungsrunde Finale | Finale         | Finale        | Rang |
| Athleten         | Wettbewerb        | Gegner         | Ergebnis | Gegner               | Ergebnis      | Gegner        | Ergebnis      | Gegner               | Ergebnis      | Gegner                       | Ergebnis                     | Gegner                    | Ergebnis                  | Gegner                | Ergebnis              | Gegner         | Ergebnis      | Rang |
| ---------------- | ----------------- | -------------- | -------- | -------------------- | ------------- | ------------- | ------------- | -------------------- | ------------- | ---------------------------- | ---------------------------- | ------------------------- | ------------------------- | --------------------- | --------------------- | -------------- | ------------- | ---- |
| Freistil Frauen  |                   |                |          |                      |               |               |               |                      |               |                              |                              |                           |                           |                       |                       |                |               |      |
| Jasmine Mian     | Klasse bis 48 kg  | Freilos        | Freilos  | Sun Yanan            | 4:14          | ausgeschieden | ausgeschieden | ausgeschieden        | ausgeschieden | ausgeschieden                | ausgeschieden                | ausgeschieden             | ausgeschieden             | ausgeschieden         | ausgeschieden         | ausgeschieden  | ausgeschieden | 12   |
| Jillian Gallays  | Klasse bis 53 kg  | Jong Myong-suk | 0:11     | ausgeschieden        | ausgeschieden | ausgeschieden | ausgeschieden | ausgeschieden        | ausgeschieden | ausgeschieden                | ausgeschieden                | ausgeschieden             | ausgeschieden             | ausgeschieden         | ausgeschieden         | ausgeschieden  | ausgeschieden | 19   |
| Michelle Fazzari | Klasse bis 58 kg  | Freilos        | Freilos  | Elif Jale Yeşilırmak | 1:3           | ausgeschieden | ausgeschieden | ausgeschieden        | ausgeschieden | ausgeschieden                | ausgeschieden                | ausgeschieden             | ausgeschieden             | ausgeschieden         | ausgeschieden         | ausgeschieden  | ausgeschieden | 17   |
| Danielle Lappage | Klasse bis 63 kg  | Julija Tkatsch | 0:2      | ausgeschieden        | ausgeschieden | ausgeschieden | ausgeschieden | ausgeschieden        | ausgeschieden | ausgeschieden                | ausgeschieden                | ausgeschieden             | ausgeschieden             | ausgeschieden         | ausgeschieden         | ausgeschieden  | ausgeschieden | 15   |
| Dorothy Yeats    | Klasse bis 69 kg  | Freilos        | Freilos  | Hannah Rueben        | 11:2          | Sara Doshō    | 2:7           | ausgeschieden        | ausgeschieden | –                            | –                            | Buse Tosun                | 3:2                       | Jenny Fransson        | 1:2                   | ausgeschieden  | ausgeschieden | 5    |
| Erica Wiebe      | Klasse bis 75 kg  | Freilos        | Freilos  | Maria Selmaier       | 5:0           | Zhang Fengliu | 5:2           | Wassilissa Marsaljuk | 3:0           | –                            | –                            | –                         | –                         | –                     | –                     | Güzäl Mänürowa | 6:0           | Gold |
| Freistil Männer  |                   |                |          |                      |               |               |               |                      |               |                              |                              |                           |                           |                       |                       |                |               |      |
| Haislan Garcia   | Klasse bis 65 kg  | Soslan Ramonow | 1:7      | ausgeschieden        | ausgeschieden | ausgeschieden | ausgeschieden | ausgeschieden        | ausgeschieden | Alejandro Valdés             | 3+:3                         | Gandsorigiin Mandachnaran | 0:3                       | ausgeschieden         | ausgeschieden         | ausgeschieden  | ausgeschieden | 11   |
| Korey Jarvis     | Klasse bis 125 kg | Komeil Ghasemi | 2:5      | ausgeschieden        | ausgeschieden | ausgeschieden | ausgeschieden | ausgeschieden        | ausgeschieden | Diaaeldin Kamal              | 7:0                          | Geno Petriaschwili        | 2:9                       | ausgeschieden         | ausgeschieden         | ausgeschieden  | ausgeschieden | 8    |

### Rudern
| Athleten | Wettbewerb                            | Vorlauf     | Vorlauf | Vorlauf       | Hoffnungslauf | Hoffnungslauf | Hoffnungslauf | Viertelfinale | Viertelfinale | Viertelfinale | Halbfinale  | Halbfinale | Halbfinale    | Finale      | Finale | Rang   |
| Athleten | Wettbewerb                            | Zeit        | Platz   | Qualifikation | Zeit          | Platz         | Qualifikation | Zeit          | Platz         | Qualifikation | Zeit        | Platz      | Qualifikation | Zeit        | Platz  | Rang   |
| --- | ------------------------------------- | ----------- | ------- | ------------- | ------------- | ------------- | ------------- | ------------- | ------------- | ------------- | ----------- | ---------- | ------------- | ----------- | ------ | ------ |
| Frauen |                                       |             |         |               |               |               |               |               |               |               |             |            |               |             |        |        |
| Carling Zeeman | Einer                                 | 8:41,12 min | 1       | Viertelfinale | –             | –             | –             | 7:34,52 min   | 3             | Halbfinale    | 7:54,07 min | 4          | B-Finale      | 7:28,62 min | 4      | 10     |
| Jennifer Martins Nicole Hare | Zweier ohne Steuerfrau                | 7:22,99 min | 4       | Hoffnungslauf | 8:01,09 min   | 4             | C-Finale      | –             | –             | –             | –           | –          | –             | 8:26,03 min | 2      | 14     |
| Lindsay Jennerich Patricia Obee | Leichtgewichts-Doppelzweier           | 7:03,51 min | 1       | Halbfinale    | –             | –             | –             | –             | –             | –             | 7:16,35 min | 2          | Finale        | 7:05,88 min | 2      | Silber |
| Caileigh Filmer Susanne Grainger Antje von Seydlitz-Kurzbach Natalie Mastracci Cristy Nurse Lisa Roman Christine Roper Lauren Wilkinson Lesley Thompson (Stf.) | Achter                                | 6:12,44 min | 3       | Hoffnungslauf | 6:28,07 min   | 1             | Finale        | –             | –             | –             | –           | –          | –             | 6:06,04 min | 5      | 5      |
| Männer |                                       |             |         |               |               |               |               |               |               |               |             |            |               |             |        |        |
| Will Crothers Kai Langerfeld Conlin McCabe Tim Schrijver | Vierer ohne Steuermann                | 5:58,26 min | 2       | Halbfinale    | –             | –             | –             | –             | –             | –             | 6:20,66 min | 2          | Finale        | 6:15,93 min | 6      | 6      |
| Brendan Hodge Maxwell Lattimer Nicolas Pratt Eric Woelfl | Leichtgewichts-Vierer ohne Steuermann | 6:19,44 min | 4       | Hoffnungslauf | 6:05,35 min   | 4             | –             | –             | –             | –             | –           | –          | –             | –           | –      | 13     |
| Julien Bahain Robert Gibson William Dean Pascal Lussier | Doppelvierer                          | 6:34,55 min | 5       | Hoffnungslauf | 5:56,28 min   | 5             | B-Finale      | –             | –             | –             | –           | –          | –             | 6:13,55 min | 2      | 8      |

### Rugby
| Wettbewerb       | Frauen |
| ---------------- | --- |
| Athleten         | Brittany Benn Hannah Darling Bianca Farella Jen Kish Ghislaine Landry Megan Lukan Kayla Moleschi Karen Paquin Kelly Russell Ashley Steacy Natasha Watcham-Roy Charity Williams |
| Trainer          | John Tait |
| Gruppenphase     | Japan (45:0) Brasilien (38:0) Großbritannien (0:22) |
| Viertelfinale    | Frankreich (15:5) |
| Halbfinale       | Australien (5:17) |
| Spiel um Platz 3 | Großbritannien (33:10) |
| Platzierung      | Bronze |

### Schießen
| Athleten      | Wettbewerb            | Qualifikation   | Qualifikation | Finale          | Finale        | Ringe/ Scheiben | Rang |
| Athleten      | Wettbewerb            | Ringe/ Scheiben | Rang          | Ringe/ Scheiben | Rang          | Ringe/ Scheiben | Rang |
| ------------- | --------------------- | --------------- | ------------- | --------------- | ------------- | --------------- | ---- |
| Frauen        |                       |                 |               |                 |               |                 |      |
| Lynda Kiejko  | Luftpistole 10 Meter  | 374             | 38            | ausgeschieden   | ausgeschieden | 374             | 38   |
| Lynda Kiejko  | Sportpistole 25 Meter | 552             | 38            | ausgeschieden   | ausgeschieden | 552             | 38   |
| Cynthia Meyer | Trap                  | 67              | 7             | ausgeschieden   | ausgeschieden | 67              | 7    |

### Schwimmen
| Athleten                                                                              | Wettbewerb          | Vorlauf      | Vorlauf | Halbfinale    | Halbfinale    | Finale        | Finale        | Rang   |
| Athleten                                                                              | Wettbewerb          | Zeit         | Rang    | Zeit          | Rang          | Zeit          | Rang          | Rang   |
| ------------------------------------------------------------------------------------- | ------------------- | ------------ | ------- | ------------- | ------------- | ------------- | ------------- | ------ |
| Frauen                                                                                |                     |              |         |               |               |               |               |        |
| Chantal van Landeghem                                                                 | 50 m Freistil       | 24,57 s      | 8       | 24,61 s       | 10            | ausgeschieden | ausgeschieden | 10     |
| Michelle Williams                                                                     | 50 m Freistil       | 24,91 s      | 18      | ausgeschieden | ausgeschieden | ausgeschieden | ausgeschieden | 18     |
| Penny Oleksiak                                                                        | 100 m Freistil      | 53,53 s      | 5       | 52,72 s       | 2             | 52,70 s       | 1             | Gold   |
| Chantal van Landeghem                                                                 | 100 m Freistil      | 53,89 s      | 9       | 54,00 s       | 10            | ausgeschieden | ausgeschieden | 10     |
| Brittany MacLean                                                                      | 200 m Freistil      | 1:57,74 min  | 16      | 1:57,36 min   | 10            | ausgeschieden | ausgeschieden | 10     |
| Katerine Savard                                                                       | 200 m Freistil      | 1:57,15 min  | 13      | 1:57,80 min   | 15            | ausgeschieden | ausgeschieden | 15     |
| Brittany MacLean                                                                      | 400 m Freistil      | 4:03,43 min  | 5       | –             | –             | 4:04,69 min   | 5             | 5      |
| Emily Overholt                                                                        | 400 m Freistil      | 4:16,24 min  | 25      | –             | –             | ausgeschieden | ausgeschieden | 25     |
| Brittany MacLean                                                                      | 800 m Freistil      | 8:26,43 min  | 10      | –             | –             | ausgeschieden | ausgeschieden | 10     |
| Penny Oleksiak                                                                        | 100 m Schmetterling | 56,73 s      | 3       | 57,10 s       | 5             | 56,46 s       | 2             | Silber |
| Noemie Thomas                                                                         | 100 m Schmetterling | 58,27 s      | 17      | ausgeschieden | ausgeschieden | ausgeschieden | ausgeschieden | 17     |
| Audrey Lacroix                                                                        | 200 m Schmetterling | 2:09,21 min  | 16      | 2:09,95 min   | 16            | ausgeschieden | ausgeschieden | 16     |
| Rachel Nicol                                                                          | 100 m Brust         | 1:06,85 min  | 11      | 1:06,73 min   | 8             | 1:06,68 min   | 5             | 5      |
| Kierra Smith                                                                          | 100 m Brust         | 1:07,41 min  | 18      | ausgeschieden | ausgeschieden | ausgeschieden | ausgeschieden | 18     |
| Martha McCabe                                                                         | 200 m Brust         | 2:28,62 min  | 23      | ausgeschieden | ausgeschieden | ausgeschieden | ausgeschieden | 23     |
| Kierra Smith                                                                          | 200 m Brust         | 2:23,69 min  | 6       | 2:22,87 min   | 8             | 2:23,19 min   | 7             | 7      |
| Dominique Bouchard                                                                    | 100 m Rücken        | 1:00,18 min  | 12      | 1:00,54 min   | 12            | ausgeschieden | ausgeschieden | 12     |
| Kylie Masse                                                                           | 100 m Rücken        | 59,07 s      | 3       | 59,06 s       | 5             | 58,76 s       | 3             | Bronze |
| Dominique Bouchard                                                                    | 200 m Rücken        | 2:08,87 min  | 7       | 2:09,07 min   | 9             | ausgeschieden | ausgeschieden | 9      |
| Hilary Caldwell                                                                       | 200 m Rücken        | 2:07,40 min  | 2       | 2:07,17 min   | 2             | 2:07,54 min   | 3             | Bronze |
| Sydney Pickrem                                                                        | 200 m Lagen         | 2:11,06 min  | 8       | 2:10,57 min   | 7             | 2:11,22 min   | 6             | 6      |
| Erika Seltenreich-Hodgson                                                             | 200 m Lagen         | 2:12,56 min  | 14      | 2:12,53 min   | 15            | ausgeschieden | ausgeschieden | 15     |
| Emily Overholt                                                                        | 400 m Lagen         | 4:36,54 min  | 8       | 4:34,70 min   | 5             | ausgeschieden | ausgeschieden | 5      |
| Sydney Pickrem                                                                        | 400 m Lagen         | 4:38,06 min  | 12      | –             | –             | ausgeschieden | ausgeschieden | 12     |
| Sandrine Mainville Penny Oleksiak Chantal van Landeghem Michelle Williams Taylor Ruck | 4 × 100 m Freistil  | 3:33,84 min  | 3       | –             | –             | 3:32,89 min   | 3             | Bronze |
| Kennedy Goss Brittany MacLean Penny Oleksiak Katerine Savard                          | 4 × 200 m Freistil  | 7:51,99 min  | 6       | –             | –             | 7:45,39 min   | 3             | Bronze |
| Kylie Masse Penny Oleksiak Kierra Smith Noemie Thomas                                 | 4 × 100 m Lagen     | 3:56,80 min  | 2       | –             | –             | 3:55,49 min   | 5             | 5      |
| Stephanie Horner                                                                      | 10 km Freiwasser    | –            | –       | –             | –             | 1:59:22,1 h   | 23            | 23     |
| Männer                                                                                |                     |              |         |               |               |               |               |        |
| Santo Condorelli                                                                      | 50 m Freistil       | 21,83 s      | 7       | 21,97 s       | 12            | ausgeschieden | ausgeschieden | 12     |
| Yuri Kisil                                                                            | 50 m Freistil       | 22,50 s      | 35      | ausgeschieden | ausgeschieden | ausgeschieden | ausgeschieden | 35     |
| Santo Condorelli                                                                      | 100 m Freistil      | 48,22 s      | 5       | 47,93 s       | 3             | 47,88 s       | 4             | 4      |
| Yuri Kisil                                                                            | 100 m Freistil      | 48,49 s      | 11      | 48,28 s       | 10            | ausgeschieden | ausgeschieden | 10     |
| Ryan Cochrane                                                                         | 400 m Freistil      | 3:45,83 min  | 11      | –             | –             | ausgeschieden | ausgeschieden | 11     |
| Ryan Cochrane                                                                         | 1500 m Freistil     | 14:53,44 min | 7       | –             | –             | 14:49,61 min  | 6             | 6      |
| Santo Condorelli                                                                      | 100 m Schmetterling | 51,99 s      | 14      | 51,83 s       | 12            | ausgeschieden | ausgeschieden | 12     |
| Jason Block                                                                           | 100 m Brust         | 1:00,71 min  | 24      | ausgeschieden | ausgeschieden | ausgeschieden | ausgeschieden | 24     |
| Ashton Baumann                                                                        | 200 m Brust         | 2:12,61 min  | 24      | ausgeschieden | ausgeschieden | ausgeschieden | ausgeschieden | 24     |
| Javier Acevedo                                                                        | 100 m Rücken        | 54,11 s      | 17      | ausgeschieden | ausgeschieden | ausgeschieden | ausgeschieden | 17     |
| Santo Condorelli Yuri Kisil Markus Thormeyer Evan van Moerkerke                       | 4 × 100 m Freistil  | 3:14,06 min  | 5       | –             | –             | 3:14,35 min   | 7             | 7      |
| Javier Acevedo Jason Block Santo Condorelli Mackenzie Darragh                         | 4 × 100 m Lagen     | 3:36,92 min  | 16      | –             | –             | ausgeschieden | ausgeschieden | 16     |
| Richard Weinberger                                                                    | 10 km Freiwasser    | –            | –       | –             | –             | 1:53:16,4 h   | 18            | 18     |

### Segeln
Fleet Race
| Athleten                       | Wettbewerb   | Qualifikation | Qualifikation | Medal Race    | Medal Race    | Punkte | Rang |
| Athleten                       | Wettbewerb   | Punkte        | Rang          | Punkte        | Rang          | Punkte | Rang |
| ------------------------------ | ------------ | ------------- | ------------- | ------------- | ------------- | ------ | ---- |
| Frauen                         |              |               |               |               |               |        |      |
| Brenda Bowskill                | Laser Radial | 157           | 16            | ausgeschieden | ausgeschieden | 157    | 16   |
| Danielle Boyd Erin Rafuse      | 49erFX       | 163           | 16            | ausgeschieden | ausgeschieden | 163    | 16   |
| Männer                         |              |               |               |               |               |        |      |
| Lee Parkhill                   | Laser        | 215           | 23            | ausgeschieden | ausgeschieden | 215    | 23   |
| Tom Ramshaw                    | Finn Dinghy  | 173           | 21            | ausgeschieden | ausgeschieden | 173    | 21   |
| Graeme Saunders Jacob Saunders | 470er        | 185           | 22            | ausgeschieden | ausgeschieden | 185    | 22   |
| Mixed                          |              |               |               |               |               |        |      |
| Luke Ramsay Nikola Girke       | Nacra 17     | 154           | 15            | ausgeschieden | ausgeschieden | 154    | 15   |

### Synchronschwimmen
| Athletinnen                       | Wettbewerb | Qualifikation     | Qualifikation     | Qualifikation  | Qualifikation  | Qualifikation | Qualifikation | Finale         | Finale         | Finale           | Finale           |
| Athletinnen                       | Wettbewerb | Technische Kür TK | Technische Kür TK | Freie Kür FK-Q | Freie Kür FK-Q | Gesamt        | Gesamt        | Freie Kür FK-F | Freie Kür FK-F | Gesamt TK + FK-F | Gesamt TK + FK-F |
| Athletinnen                       | Wettbewerb | Punkte            | Rang              | Punkte         | Rang           | Punkte        | Rang          | Punkte         | Rang           | Punkte           | Rang             |
| --------------------------------- | ---------- | ----------------- | ----------------- | -------------- | -------------- | ------------- | ------------- | -------------- | -------------- | ---------------- | ---------------- |
| Frauen                            |            |                   |                   |                |                |               |               |                |                |                  |                  |
| Karine Thomas Jacqueline Simoneau | Duett      | 89,2916           | 7                 | 90,0667        | 7              | 179,3583      | 7             | 90,6000        | 7              | 179,8916         | 7                |

### Taekwondo
| Athleten         | Wettbewerb       | Achtelfinale | Achtelfinale | Viertelfinale | Viertelfinale | Hoffnungsrunde Halbfinale | Hoffnungsrunde Halbfinale | Halbfinale | Halbfinale | Hoffnungsrunde Finale | Hoffnungsrunde Finale | Finale | Finale   | Rang |
| Athleten         | Wettbewerb       | Gegner       | Ergebnis     | Gegner        | Ergebnis      | Gegner                    | Ergebnis                  | Gegner     | Ergebnis   | Gegner                | Ergebnis              | Gegner | Ergebnis | Rang |
| ---------------- | ---------------- | ------------ | ------------ | ------------- | ------------- | ------------------------- | ------------------------- | ---------- | ---------- | --------------------- | --------------------- | ------ | -------- | ---- |
| Frauen           |                  |              |              |               |               |                           |                           |            |            |                       |                       |        |          |      |
| Melissa Pagnotta | Klasse bis 67 kg | Oh Hye-ri    | 3:9          | –             | –             | Chuang Chia-chia          | 1:4                       | –          | –          | ausgeschieden         | ausgeschieden         | –      | –        | 7    |

### Tennis
| Athleten                            | Wettbewerb | 1. Runde                         | 1. Runde       | 2. Runde         | 2. Runde      | Achtelfinale                    | Achtelfinale   | Viertelfinale               | Viertelfinale | Halbfinale              | Halbfinale    | Finale                  | Finale        |               |
| Athleten                            | Wettbewerb | Gegner                           | Ergebnis       | Gegner           | Ergebnis      | Gegner                          | Ergebnis       | Gegner                      | Ergebnis      | Gegner                  | Ergebnis      | Gegner                  | Ergebnis      |               |
| ----------------------------------- | ---------- | -------------------------------- | -------------- | ---------------- | ------------- | ------------------------------- | -------------- | --------------------------- | ------------- | ----------------------- | ------------- | ----------------------- | ------------- | ------------- |
| Frauen                              |            |                                  |                |                  |               |                                 |                |                             |               |                         |               |                         |               |               |
| Eugenie Bouchard                    | Einzel     | Sloane Stephens                  | 6:3, 6:3       | Angelique Kerber | 4:6, 2:6      | ausgeschieden                   | ausgeschieden  | ausgeschieden               | ausgeschieden | ausgeschieden           | ausgeschieden | ausgeschieden           | ausgeschieden |               |
| Eugenie Bouchard Gabriela Dabrowski | Doppel     | Klaudia Jans-Ignacik Paula Kania | 6:4, 5:7, 6:3  | –                | –             | Lucie Šafářová Barbora Strýcová | 7:64, 2:6, 4:6 | ausgeschieden               | ausgeschieden | ausgeschieden           | ausgeschieden | ausgeschieden           | ausgeschieden |               |
| Männer                              |            |                                  |                |                  |               |                                 |                |                             |               |                         |               |                         |               |               |
| Vasek Pospisil                      | Einzel     | Gaël Monfils                     | 1:6, 3:6       | ausgeschieden    | ausgeschieden | ausgeschieden                   | ausgeschieden  | ausgeschieden               | ausgeschieden | ausgeschieden           | ausgeschieden | ausgeschieden           | ausgeschieden | ausgeschieden |
| Vasek Pospisil Daniel Nestor        | Doppel     | Marcus Daniell Michael Venus     | 4:6, 6:3, 7:66 | –                | –             | Gastão Elias João Sousa         | 6:1, 6:4       | Fabio Fognini Andreas Seppi | 6:3, 6:1      | Marc López Rafael Nadal | 6:71, 6:74    | Steve Johnson Jack Sock | 2:6, 4:6      |               |

### Tischtennis
| Athleten    | Wettbewerb | 1. Runde      | 1. Runde | 2. Runde      | 2. Runde | 3. Runde       | 3. Runde      | 4. Runde      | 4. Runde      | Viertelfinale | Viertelfinale | Halbfinale    | Halbfinale    | Finale        | Finale        | Rang          |
| Athleten    | Wettbewerb | Gegner        | Ergebnis | Gegner        | Ergebnis | Gegner         | Ergebnis      | Gegner        | Ergebnis      | Gegner        | Ergebnis      | Gegner        | Ergebnis      | Gegner        | Ergebnis      | Rang          |
| ----------- | ---------- | ------------- | -------- | ------------- | -------- | -------------- | ------------- | ------------- | ------------- | ------------- | ------------- | ------------- | ------------- | ------------- | ------------- | ------------- |
| Frauen      |            |               |          |               |          |                |               |               |               |               |               |               |               |               |               |               |
| Zhang Mo    | Einzel     | Hana Matelová | 4:3      | Georgina Póta | 1:4      | ausgeschieden  | ausgeschieden | ausgeschieden | ausgeschieden | ausgeschieden | ausgeschieden | ausgeschieden | ausgeschieden | ausgeschieden | ausgeschieden | ausgeschieden |
| Männer      |            |               |          |               |          |                |               |               |               |               |               |               |               |               |               |               |
| Eugene Wang | Einzel     | Jorge Campos  | 4:2      | Ahmet Li      | 4:0      | Wong Chun Ting | 0:4           | ausgeschieden | ausgeschieden | ausgeschieden | ausgeschieden | ausgeschieden | ausgeschieden | ausgeschieden | ausgeschieden | ausgeschieden |

### Triathlon
| Athleten          | Wettbewerb | Zeit      | Rang |
| ----------------- | ---------- | --------- | ---- |
| Frauen            |            |           |      |
| Sarah-Anne Brault | Einzel     | 2:04:28 h | 42   |
| Amélie Kretz      | Einzel     | 2:02:48 h | 34   |
| Kirsten Sweetland | Einzel     | 2:04:16 h | 41   |
| Männer            |            |           |      |
| Tyler Mislawchuk  | Einzel     | 1:47:50 h | 15   |
| Andrew Yorke      | Einzel     | 1:52:46 h | 42   |

### Turnen

#### Gerätturnen
| Athleten                                                                  | Wettbewerb           | Qualifikation | Qualifikation | Finale        | Finale        | Rang |
| Athleten                                                                  | Wettbewerb           | Punkte        | Rang          | Punkte        | Rang          | Rang |
| ------------------------------------------------------------------------- | -------------------- | ------------- | ------------- | ------------- | ------------- | ---- |
| Frauen                                                                    |                      |               |               |               |               |      |
| Ellie Black                                                               | Sprung               | 14,499        | 14            | ausgeschieden | ausgeschieden | 14   |
| Shallon Olsen                                                             | Sprung               | 14,950        | 6             | 14,816        | 8             | 8    |
| Brittany Rogers                                                           | Sprung               | 14,666        | 9             | ausgeschieden | ausgeschieden | 9    |
| Ellie Black                                                               | Stufenbarren         | 14,500        | 31            | ausgeschieden | ausgeschieden | 31   |
| Isabela Onyshko                                                           | Stufenbarren         | 14,733        | 23            | ausgeschieden | ausgeschieden | 23   |
| Brittany Rogers                                                           | Stufenbarren         | 14,266        | 36            | ausgeschieden | ausgeschieden | 36   |
| Rose-Kaying Woo                                                           | Stufenbarren         | 13,733        | 52            | ausgeschieden | ausgeschieden | 52   |
| Ellie Black                                                               | Schwebebalken        | 13,566        | 44            | ausgeschieden | ausgeschieden | 44   |
| Isabela Onyshko                                                           | Schwebebalken        | 14,533        | 10            | 13,400        | 8             | 8    |
| Brittany Rogers                                                           | Schwebebalken        | 13,466        | 45            | ausgeschieden | ausgeschieden | 45   |
| Rose-Kaying Woo                                                           | Schwebebalken        | 13,233        | 55            | ausgeschieden | ausgeschieden | 55   |
| Ellie Black                                                               | Boden                | 14,133        | 15            | ausgeschieden | ausgeschieden | 15   |
| Shallon Olsen                                                             | Boden                | 13,866        | 26            | ausgeschieden | ausgeschieden | 26   |
| Isabela Onyshko                                                           | Boden                | 13,966        | 22            | ausgeschieden | ausgeschieden | 22   |
| Rose-Kaying Woo                                                           | Boden                | 13,566        | 38            | ausgeschieden | ausgeschieden | 38   |
| Ellie Black                                                               | Mehrkampf Einzel     | 56,965        | 13            | 58,298        | 5             | 5    |
| Isabela Onyshko                                                           | Mehrkampf Einzel     | 57,232        | 10            | 56,365        | 18            | 18   |
| Ellie Black Shallon Olsen Isabela Onyshko Brittany Rogers Rose-Kaying Woo | Mehrkampf Mannschaft | 171,761       | 9             | ausgeschieden | ausgeschieden | 9    |
| Männer                                                                    |                      |               |               |               |               |      |
| Scott Morgan                                                              | Boden                | 14,966        | 18            | ausgeschieden | ausgeschieden | 18   |
| Scott Morgan                                                              | Ringe                | 14,533        | 27            | ausgeschieden | ausgeschieden | 27   |
| Scott Morgan                                                              | Sprung               | 14,470        | 14            | ausgeschieden | ausgeschieden | 14   |

#### Trampolinturnen
| Athleten            | Wettbewerb | Qualifikation | Qualifikation | Finale        | Finale        | Rang |
| Athleten            | Wettbewerb | Punkte        | Rang          | Punkte        | Rang          | Rang |
| ------------------- | ---------- | ------------- | ------------- | ------------- | ------------- | ---- |
| Frauen              |            |               |               |               |               |      |
| Rosannagh MacLennan | Einzel     | 103,130       | 3             | 56,465        | 1             | Gold |
| Männer              |            |               |               |               |               |      |
| Jason Burnett       | Einzel     | 103,715       | 14            | ausgeschieden | ausgeschieden | 14   |

### Volleyball
| Wettbewerb    | Männer |
| ------------- | --- |
| Athleten      | Blair Cameron Bann Jay Blankenau Daniel Jansen Van Doorn Justin Duff Nicholas Hoag Steven Marshall Gord Perrin Tyler Sanders Gavin Schmitt Rudy Verhoeff Graham Vigrass Fred Winters |
| Trainer       | Glenn Hoag |
| Gruppenphase  | USA 3:0 Brasilien 1:3 Frankreich 0:3 Mexiko 3:0 Italien 3:1 |
| Viertelfinale | Russland 0:3 |
| Halbfinale    | ausgeschieden |
| Finale        | ausgeschieden |
| Platzierung   | 5. Platz |

### Wasserspringen
| Athleten                         | Wettbewerb                 | Vorkampf | Vorkampf | Halbfinale    | Halbfinale    | Finale        | Finale        | Rang   |
| Athleten                         | Wettbewerb                 | Punkte   | Rang     | Punkte        | Rang          | Punkte        | Rang          | Rang   |
| -------------------------------- | -------------------------- | -------- | -------- | ------------- | ------------- | ------------- | ------------- | ------ |
| Frauen                           |                            |          |          |               |               |               |               |        |
| Jennifer Abel                    | Kunstspringen 3 m          | 373,00   | 1        | 343,45        | 3             | 367,25        | 4             | 4      |
| Pamela Ware                      | Kunstspringen 3 m          | 329,10   | 7        | 318,25        | 9             | 323,15        | 7             | 7      |
| Meaghan Benfeito                 | Turmspringen 10 m          | 329,15   | 7        | 332,80        | 9             | 389,20        | 3             | Bronze |
| Roseline Filion                  | Turmspringen 10 m          | 323,55   | 9        | 336,80        | 7             | 367,95        | 6             | 6      |
| Jennifer Abel Pamela Ware        | Kunstspringen Synchron 3 m | –        | –        | –             | –             | 298,32        | 4             | 4      |
| Meaghan Benfeito Roseline Filion | Turmspringen Synchron 10 m | –        | –        | –             | –             | 336,18        | 3             | Bronze |
| Männer                           |                            |          |          |               |               |               |               |        |
| Philippe Gagné                   | Kunstspringen 3 m          | 400,75   | 12       | 445,40        | 5             | 425,30        | 11            | 11     |
| Maxim Bouchard                   | Turmspringen 10 m          | 398,15   | 19       | ausgeschieden | ausgeschieden | ausgeschieden | ausgeschieden | 19     |
| Vincent Riendeau                 | Turmspringen 10 m          | 419,50   | 14       | 436,30        | 14            | ausgeschieden | ausgeschieden | 14     |